# WNT3
WNT3 (англ. Wnt family member 3) – білок, який кодується однойменним геном, розташованим у людей на короткому плечі 17-ї хромосоми. Довжина поліпептидного ланцюга білка становить 355 амінокислот, а молекулярна маса — 39 645.
| 10         |  | 20         |  | 30         |  | 40         |  | 50         |
| ---------- |  | ---------- |  | ---------- |  | ---------- |  | ---------- |
| MEPHLLGLLL |  | GLLLGGTRVL |  | AGYPIWWSLA |  | LGQQYTSLGS |  | QPLLCGSIPG |
| LVPKQLRFCR |  | NYIEIMPSVA |  | EGVKLGIQEC |  | QHQFRGRRWN |  | CTTIDDSLAI |
| FGPVLDKATR |  | ESAFVHAIAS |  | AGVAFAVTRS |  | CAEGTSTICG |  | CDSHHKGPPG |
| EGWKWGGCSE |  | DADFGVLVSR |  | EFADARENRP |  | DARSAMNKHN |  | NEAGRTTILD |
| HMHLKCKCHG |  | LSGSCEVKTC |  | WWAQPDFRAI |  | GDFLKDKYDS |  | ASEMVVEKHR |
| ESRGWVETLR |  | AKYSLFKPPT |  | ERDLVYYENS |  | PNFCEPNPET |  | GSFGTRDRTC |
| NVTSHGIDGC |  | DLLCCGRGHN |  | TRTEKRKEKC |  | HCIFHWCCYV |  | SCQECIRIYD |
| VHTCK      |  |            |  |            |  |            |  |            |

A: Аланін

C: Цистеїн

D: Аспарагінова кислота

E: Глутамінова кислота

F: Фенілаланін

G: Гліцин

H: Гістидин

I: Ізолейцин

K: Лізин

L: Лейцин

M: Метіонін

N: Аспарагін

P: Пролін

Q: Глутамін

R: Аргінін

S: Серин

T: Треонін

V: Валін

W: Триптофан

Кодований геном білок за функцією належить до білків розвитку. 
Задіяний у такому біологічному процесі, як сигнальний шлях Wnt. 
Локалізований у позаклітинному матриксі.
Також секретований назовні.